# Миранда (фильм)
«Миранда» (итал. Miranda) — художественный фильм 1985 года производства Италии, снятый классиком эротического кино Тинто Брассом. Режиссёр в этом фильме использует смесь различных жанров — драмы, детектива, комедии (по мотивам пьесы Карло Гольдони «Трактирщица»), но основной жанр — эротика.
Режиссёр в фильме описывает историю обычной женщины Миранды, которая потеряла мужа на войне. Тинто Брасс рассказывает эту историю, тонко переплетая драму с эротикой, раскрывая перед зрителем жизнь и внутренний мир героини. Главную роль Миранды исполняет один из секс-символов итальянского кинематографа Серена Гранди. Премьера фильма состоялась в Италии 15 октября 1985 года.

## Сюжет
Главная героиня фильма — Миранда, владелица местной таверны в Венеции. Она обольстительно красива и потрясающе сексуальна. Она была замужем и любила своего мужа, но его забрала у неё война. Он участвовал во Второй мировой войне и не вернулся. Время прошло, Миранда — женщина, и она хочет найти себе нового любимого.
Красота Миранды влечёт к себе многих мужчин, но выбирает она. Миранда встречается с четырьмя мужчинами. Зимой она знакомится со старым богатым дипломатом, весной — с молодым шофёром, летом — с американским ветераном, а осенью — с новым официантом в своей таверне. И теперь она должна выбрать — кто же ей больше подойдёт как муж. Её выбор для многих неожиданный — она выбирает непритязательного официанта и выходит за него замуж.

## В ролях
- Главные роли
  - Серена Гранди — Миранда
  - Андреа Оччипинти — Берто
  - Франко Интерленги — Карло
  - Франко Бранчароли — Тони
  - Энди Дж. Форест — Норман
- Второстепенные роли
  - Лаура Сасси
  - Малиса Лонго
  - Лучана Чиренеи
  - Изебелла Илльерс
  - Мауро Паладини
  - Жан Рене Лемуан
  - Энцо Туррин

## Отзывы и оценки
Критика негативно восприняла фильм Тинто Брасса. Стефано Реджиани в одной из своих рецензий назвал фильм «телесным культом, празднованием женского пола в строгом смысле этого слова». По словам Маттео Контин, фильм  в основном надувательство, потому что он должен был быть сексуальной фреской о послевоенной Италии, а вместо этого получился «усталый шантажирующий фильм, в котором нет ни малейшей идеи, кроме как показать киску Серены Гранди».